# Almere Flevo Phantoms
De Almere Flevo Phantoms zijn een Americanfootballteam uit Almere (opgericht in 1997).
Bij de Almere Flevo boys word American Football bedreven in verscheidene leeftijdscategorieën, namelijk: Peewees, Cubs, Cadetten, Junioren en Senioren. Tevens heeft de vereniging ook een damesafdeling. De vereniging traint en speelt hun wedstrijden op Sportpark de Marken in Almere Haven
Almere Flevo Phantoms · Alphen Eagles · Amersfoort Untouchables · Amsterdam Panthers · Delft Dragons · Den Haag Raiders · Groningen Giants · Lelystad Commanders · Nijmegen Pirates · Utrecht Dominators